# ツアー・オブ・ブリテン
ツアー・オブ・ブリテン(Tour of Britain)はイギリスを舞台にして9月に行われる自転車ロードレースのステージレース。

## 概要
1945年に開催された「ヴィクトリー・マラソン」をルーツとする。現行の方式で開催されるようになったのは2004年からで、2013年まではUCIヨーロッパツアーの2.1カテゴリー、2014年からは2.HCカテゴリー、2020年からUCIプロシリーズに位置づけられている。
高い山岳の少ないイギリス地形を反映するように、過去の総合、及びステージ優勝者にはパンチャーやスプリンター、或いはそれに準ずるタイプの選手の名前が目立つ。
2022年はエリザベス2世の崩御に伴い第5ステージまでで打ち切りとなり、第5ステージ終了後の成績が最終成績となった。

## 歴代優勝者
| 年   | 優勝者                                                     | 国                                                         |
| ---- | ---------------------------------------------------------- | ---------------------------------------------------------- |
| 2004 | マウリシオ・アルディラ                                     | コロンビア                                                 |
| 2005 | ニック・ニュイエンス                                       | ベルギー                                                   |
| 2006 | マルティン・ペダーセン                                     | デンマーク                                                 |
| 2007 | ロマン・フェイユ                                           | フランス                                                   |
| 2008 | ジョフロワイ・ルカトル                                     | フランス                                                   |
| 2009 | エドヴァルド・ボアソン・ハーゲン                           | ノルウェー                                                 |
| 2010 | ミヒャエル・アルバジーニ                                   | スイス                                                     |
| 2011 | ラース・ボーム                                             | オランダ                                                   |
| 2012 | ジョナサン・ティエナン・ロック                             | イギリス                                                   |
| 2013 | ブラッドリー・ウィギンス                                   | イギリス                                                   |
| 2014 | ディラン・ファンバールレ                                   | オランダ                                                   |
| 2015 | エドヴァルド・ボアソン・ハーゲン                           | ノルウェー                                                 |
| 2016 | スティーヴ・カミングス                                     | イギリス                                                   |
| 2017 | ラルス・ボーム                                             | オランダ                                                   |
| 2018 | ジュリアン・アラフィリップ                                 | フランス                                                   |
| 2019 | マチュー・ファン・デル・プール                             | オランダ                                                   |
| 2020 | 新型コロナウイルス感染症の世界的流行 (2019年-)により未開催 | 新型コロナウイルス感染症の世界的流行 (2019年-)により未開催 |
| 2021 | ワウト・ファン・アールト                                   | ベルギー                                                   |
| 2022 | ゴンサロ・セラーノ                                         | スペイン                                                   |
| 2023 | ワウト・ファン・アールト                                   | ベルギー                                                   |
| 2024 | スティーブン・ウィリアムズ (自転車選手)                    | イギリス                                                   |